# Cyrtopholis annectans
Cyrtopholis annectans là một loài nhện trong họ Theraphosidae.
Loài này thuộc chi Cyrtopholis. Cyrtopholis annectans được Ralph Vary Chamberlin miêu tả năm 1917.